# Nico Colonna
Nico Colonna (Milano, 24 marzo 1956) è un editore e direttore artistico italiano, direttore di Smemoranda, l'agenda libro nata nel 1979, e presidente della casa editrice Gut edizioni.

## Carriera
Nasce a Milano da genitori pugliesi. Per un periodo studia Filosofia all'Università degli Studi di Milano, impegnandosi nei collettivi studenteschi.
Nel 1979 fonda la Smemoranda.

### Collaborazioni
Collabora alla realizzazione di importanti rassegne di spettacolo, in particolare è stato il direttore artistico dell'Idroscalo, per la Provincia di Milano, dall'estate 2005.
È stato image maker dell'F.C. Internazionale di Massimo Moratti fino al 2001, realizzando tra l'altro il nuovo logo della società Inter.
È tra i soci fondatori dello Zelig, il tempio del cabaret milanese.
Attivo nella solidarietà sociale, in particolare sostiene l'attività di Emergency.
Nel dicembre 2009 il Comune di Milano gli ha conferito l'Ambrogino d'oro, medaglia d'oro di benemerenza civica.